# Do Khyi
Der Do Khyi, auch Tibetdogge oder Tibetanische Dogge bzw. Tibetmastiff genannt, ist eine von der FCI anerkannte Hunderasse aus Tibet (FCI-Gruppe 2, Sektion 2.2, Standard Nr. 230). Den Rassestandard dieses Herdenschutzhunds entwickelt die FCI.

## Herkunft und Geschichtliches

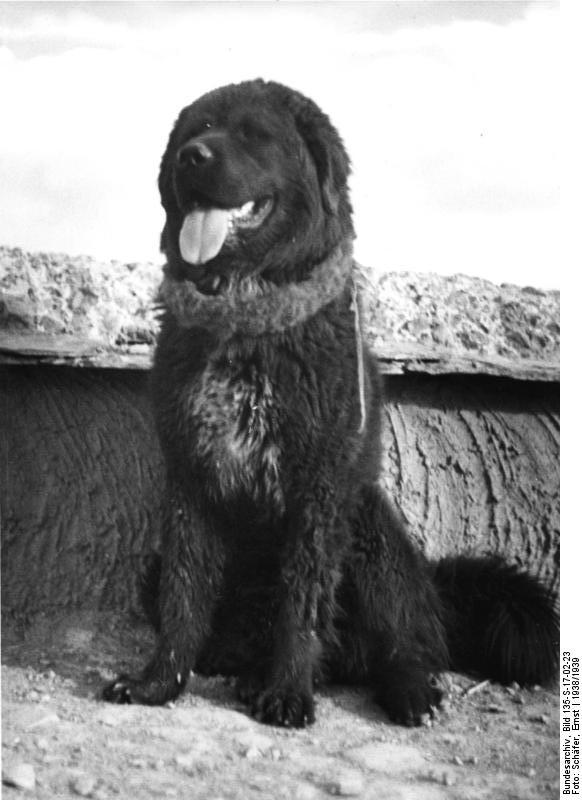
Foto eines tibetischen Hundes mit typischem Fellbild im Fellwechsel von der Deutschen Tibet-Expedition 1938–1939

Der in Tibet Do Khyi (tibetisch འདོགས་ཁྱི།, übersetzt: angebundener Hund) genannte Hirtenhundetypus stammt aus den Hochebenen des Himalaya und Transhimalaya und wird als eine der ältesten Hunderassen des Ostens bezeichnet. Anders als in vielen anderen Hirtenkulturen genießt der Hund in Tibet große Wertschätzung und wurde auch bei der Darstellung des „Rad des Lebens“ auf etlichen antiken Thankas und Malereien dargestellt. Dank dessen ist der unveränderte Typus des Hundes über einen langen Zeitraum zurück nachzuweisen. In Europa nahm man erstmals durch die Überlieferungen Marco Polos, der um 1271 Asien bereiste und über die Kultur und die Menschen des Tibetischen Hochlandes berichtete, von dieser Hunderasse Kenntnis.
Die These, wonach die Tibetdogge der Urahn aller doggenartigen Hunde sei, wurde bereits vor längerer Zeit (1875–1935) aufgeworfen und seither unter Kynologen kontrovers diskutiert, ist jedoch inzwischen eindeutig widerlegt: In Untersuchungen der mitochondrialen DNA verschiedener Hunderassen wurden auch vier Tibetdoggen aus der Ursprungsregion mit einbezogen. Die untersuchten Tibetdoggen befinden sich auf dem Haplotyp 44 und 45 der ältesten Domestikationsgruppe A und sind von späteren Einflüssen auf die mitochondriale DNA ziemlich unbeeinflusst geblieben. In ihrer Gesellschaft finden sich auf den Haplotypen 44 und 45 auch einige Straßenhunde aus den Regionen Sichuan (ehemaliges historisches Tibet, Kunlun Shan Hochebene, Ost-Quamdo, Amdo, Nordindien) und Guangxi (unterhalb Himalaya und innere Mongolei). Der Einfluss der Straßenhunde auf die Tibetdogge oder der Tibetdogge auf die Straßenhunde wird damit deutlich sichtbar.
Weil die tibetische Kultur aufgrund ihrer geographischen Isolation zumindest bis 1959 von westlichen wie asiatischen Einflüssen weitgehend abgeschottet war, ist zu sehen, dass sich diese Rasse (wie einige andere in der Abgeschiedenheit Tibets überlebende alte Haustierrassen auch) in den vergangenen Jahrhunderten ohne genetische Beeinflussung von außen relativ unverändert erhalten hat. Jedoch spielen die Haplotypen 44 und 45 eine weitaus geringere Rolle bei der Entwicklung anderer Haplotypen, als früher angenommen wurde. Die Straßenhunde Tibets und die Tibetdogge spielten zwar eine Rolle bei der Entwicklung weiterer Hundetypen, sind jedoch nicht Vorfahren der heutigen westlichen Molosser.
Der Haplotyp 45 weist in seiner mitochondrialen DNA direkt auf die Entwicklung aus den ermittelten, beteiligten Wolfsunterarten hin (Haplotyp 35). Über einen nicht bekannten Zwischentyp führt dieser ebenso direkt zum Haplotyp 44. Auch die Nähe zum ursprünglichen Vorfahr, dem in der Studie benannten Mongolischen Wolf (Canis lupus chanco), ist mit diesen Ergebnissen erwiesen.

## Beschreibung
Die Rasse wird über 66 cm groß und um 60 kg schwer (Rüden), ist kräftig gebaut und in den Farben einfarbig schwarz, einfarbig rot, einfarbig blau, schwarzmarken oder als blau- und tanfarben anzutreffen. Ein kleinerer weißer Stern auf der Brust sowie kleine weiße Abzeichen an den Zehen sind möglich. Das Haar ist dicht mit sehr starker Unterwolle im Winter, meist in einer Art von Langstockhaar. Das Deckhaar ist fest und zusammen mit der dichten Unterwolle sehr witterungsunempfindlich. Das Haar auf dem Kopf und über dem Nacken bildet besonders beim Rüden eine Halskrause.
Charakteristisch für diese Hunderasse ist das starke Abhaaren in den Frühlingsmonaten, womit sie sich an die starken saisonalen Temperaturschwankungen ihrer Heimat anpassen kann. Dabei wird die Unterwolle, Teile des Deckhaars, sowie die oberste Hautschicht (Schuppenbildung) abgestoßen. Der Hund erhält nach Abwurf der Unterwolle ein verändertes, deutlich schlankeres Aussehen.
Der Hund zeigt einen nahezu quadratischen Aufbau mit guten, funktionalen Winkelungen der Vor- und Hinterhand und kräftiger Hals- und Nackenpartie. Die kräftig befederte Rute trägt er gerollt über dem Rücken. Der Kopf ist beim ausgewachsenen Hund schwer und breit, steht aber dennoch in einem harmonischen Verhältnis zum Körper. Die Ohren sind eher klein bis mittelgroß und werden seitlich hängend am Kopf, bei Aufmerksamkeit auch nach vorne gerichtet getragen. Das Gebiss ist kräftig und zeigt im Normalfall ein Scherengebiss, manchmal gibt es aber auch ein Zangengebiss. Die Lefzen zeigen trotz kräftiger Ausbildung einen guten Schluss.

## Wesen
Der Do Khyi ist ein sehr zuverlässiger Hund, der seinen Menschen gegenüber loyal und treu ist. Er lernt schnell, ist jedoch auch schnell gelangweilt. Lerneifer gehörte nicht zu seinem ursprünglichen Anforderungsprofil und er besitzt Eigenschaften, die ihn als hervorragenden Wachhund konstituieren.
Der Do Khyi hat ein ausgeprägtes Territorialverhalten und verhält sich auf dem eigenen Terrain sehr selbstsicher. Wachhundeigenschaften sind dieser Rasse angeboren: Er ist Fremden gegenüber zurückhaltend und abwägend und als Bewacher von Haus und Hof in seiner angestammten Aufgabe. In seiner Herkunftsregion, wo Zäune und Mauern als Grundstücksbegrenzungen praktisch unbekannt sind, verteidigt er das Grundstück seiner Besitzer bis zu dessen Grenzen, die durch Steine gekennzeichnet sind. Ein Do Khyi sollte ein abwechslungsreiches Umfeld vorfinden, in dem er seiner angestammten Aufgabe nachgehen kann.
Des Weiteren verhalten sich Tibetdoggen im Haus recht ruhig, wohingegen sie draußen lebhaft und verspielt sein können. Tibetdoggen haben einen überlegt kräftesparenden Bewegungstrieb, das heißt, sie sind keine Hunde, die neben den täglichen ausgedehnten Spaziergängen und der Bewegung im Garten noch zwingend bestimmte sportliche Betätigung benötigen.

## Verwendung
In seiner Heimat ist der Do Khyi nach wie vor ein unverzichtbarer und allgegenwärtiger Bestandteil der dortigen Hof- und Familiengemeinschaften.
Aufgrund des zunehmenden Himalayatourismus ist die Vermischung mit anderen, von Reisenden mitgebrachten Hunden trotz aller Abgeschiedenheit der Heimatregion der Tibetdogge nicht mehr auszuschließen. Auch weil seit kurzem die Tibetdogge von reichen Chinesen als Statussymbol geschätzt wird und sehr hohe Preise für diese Hunde gezahlt werden, ist die Zukunft der Hunde tendenziell in Gefahr, weil davon auszugehen ist, dass etliche Hundezüchter viel stärker an dem möglichen Erlös als an einer nachhaltigen Zucht interessiert sind. In Deutschland wurden im Verband für das Deutsche Hundewesen zwischen 2003 und 2017 jährlich durchschnittlich 19 Do Khyi geworfen. Die Welpen kosten dort 950 bis 1000 Euro. Außerhalb Asiens wird der Do Khyi seit 1976 (USA) und 1979 (Europa) basierend auf einigen wenigen importierten Hunden aus den Nachbarregionen Tibets (Nepal, Bhutan, Nordindien) gezüchtet.

## Rechtslage
Die Tibetdogge steht im Schweizer Kanton Tessin auf der Rasseliste der potentiell gefährlichen Hunderassen, die Haltung ist dort bewilligungspflichtig.